# قائمة محركات الطائرات
هذه قائمة بمحركات الطائرات النفاثة، مرتبة حسب سنة الإنتاج الاحدث، مع أسم الصانع وتاريخ أول تشغيل ومعلومات أخرى:
| اسم المحرك                 | الصانع                | أول تشغيل                    | الدولة المنتجة                            | ملاحظة |
| -------------------------- | --------------------- | ---------------------------- | ----------------------------------------- | --- |
| ليب                        | سي اف ام الدولية      | مخطط في سبتمبر 2013          | فرنسا و الولايات المتحدة                  | مخصص للاستخدام على طائرات عائلة إيرباص إيه 320 نيو وعائلة بوينغ 737 ماكس وكوماك سي 919                                                                                       |
| ترينت إكس دبليو بي         | رولز رويس بي إل سي    | 14 يونيو 2010                | المملكة المتحدة                           | يستخدم على طائرة إيرباص إيه 350 |
| جينكس                      | جنرال الكتريك للطيران | 2006                         | الولايات المتحدة                          | مخصص للطائرات الحديثة وهي البوينغ 787 وبوينغ 747-8 |
| ترنت 1000                  | رولز رويس بي إل سي    | 14 فبراير 2006               | المملكة المتحدة                           | يستخدم على طائرة بوينغ 787 |
| جي بي 7000                 | تحالف المحرك          | ابريل 2004                   | الولايات المتحدة                          | يستخدم على: إيرباص إيه 380 |
| ترنت 900                   | رولز رويس بي إل سي    | مايو 2004 (أول رحلة)         | المملكة المتحدة                           | يستخدم على طائرة إيرباص إيه 380 |
| بي دبليو 6000              | برات آند ويتني        | 21 أغسطس 2000                | الولايات المتحدة                          | يستخدم على: إيرباص إيه 318 |
| ترنت 500                   | رولز رويس بي إل سي    | مايو 1999                    | المملكة المتحدة                           | يستخدم على طائرة إيرباص إيه 340 -500/-600 |
| جي اي 90                   | جنرال الكتريك للطيران | 12 نوفمبر 1995               | الولايات المتحدة                          | صنع حصريا ليوفي بمتطلبات وقدرات طائرة بوينغ 777 |
| ترنت 800                   | رولز رويس بي إل سي    | سبتمبر 1993                  | المملكة المتحدة                           | يستخدم على طائرة بوينغ 777 |
| إي جيه 200                 | يوروجت توربو          | 1991                         | المملكة المتحدة إيطاليا · ألمانيا إسبانيا | يصنع من قبل ائتلاف مكون من أربعة مصنعين للمحركات ويستخدم على طائرة يوروفايتر تايفون                                                                                          |
| ترنت 700                   | رولز رويس بي إل سي    | أغسطس 1990                   | المملكة المتحدة                           | يستخدم على طائرة إيرباص إيه 330 |
| في 2500                    | محركات ايرو الدولية   | 1985                         | الولايات المتحدة سويسرا · ألمانيا اليابان | يصنع من قبل اتحاد مكون من أربعة مصنعين للمحركات ويستخدم على طائرة عائلة إيرباص إيه 320 ماكدونيل دوغلاس إم دي-90                                                              |
| أر.دى-33                   | كليموف                | 1985                         | الاتحاد السوفيتي                          | يستخدم على: ميج-29 ميج-29 إم ميج-29 إس.إم.تي ميج-29 كيه ميج-35 جيه.إف-17 ثاندر                                                                                               |
| سي إف إي738                | شركة سي إف إي         | في الثمانينيات               | الولايات المتحدة                          | يستخدم على: داسو فالكون 2000 |
| بي دبليو 4000              | برات آند ويتني        | ابريل 1984                   | الولايات المتحدة                          | يستخدم على: إيرباص إيه 300،إيرباص إيه 310، إيرباص إيه 330، بوينغ 747-400، بوينغ 767، بوينغ 777، بوينغ كي سي-46، ماكدونل دوغلاس أم دي-11                                      |
| إف110                      | جنرال الكتريك للطيران | في الثمانينيات               | الولايات المتحدة                          | يستخدم على: إف-14بي/دي سوبر توم كات، إف-15أس / إف-15كيه / إف-15أس جي / إف-15أس ايه سترايك إيغل، إف-16 فايتنغ فالكون، إف-16 أكس إل، ميتسوبيشي إف 2                            |
| سي اف ام 56                | سي اف ام الدولية      | يونيو 1974                   | فرنسا و الولايات المتحدة                  | سي اف ام الدولية (بالإنجليزية: CFM International) وهي شركة مملوكة بالمناصفة بين شركة جنرال الكتريك للطيران                                                                   |
| أر بي 199                  | توربو يونيون          | 1972                         | المملكة المتحدة ألمانيا إيطاليا           | يستخدم فقط على: بانفيا تورنادو |
| إف 101                     | جنرال الكتريك للطيران | بداية السبعينيات             | الولايات المتحدة                          | تم تطوير محرك إف 101 خصيصا للطائرة الاستراتيجية المتقدمة، والتي عرفت لاحقا بأسم بي-1 لانسر                                                                                   |
| برات آند ويتني إف 100      | برات آند ويتني        | السبعينيات                   | الولايات المتحدة                          | يستخدم على:إف-15 إيغل إف-15 إي سترايك إيغل إف-16 فايتنغ فالكون نورثروب غرومان إكس-47بي                                                                                       |
| سي إف 6                    | جنرال الكتريك للطيران | 1971                         | الولايات المتحدة                          | يستخدم على: إيرباص إيه 300 إيرباص إيه 330 سي-5 جلاكسي بوينغ 747 بوينغ 767 ماكدونل دوغلاس دي سي - 10 ماكدونل دوغلاس أم دي-11                                                  |
| تومانسكي أر-25             | تومانسكي              | 1971                         | الاتحاد السوفيتي                          | يستخدم على: ميج-21 وسو-15 |
| سي إف 34                   | جنرال الكتريك للطيران | أواخر الستينيات              | الولايات المتحدة                          | يستخدم على: بومباردييه تشالنجر 601 وعائلة طائرات بومباردييه سي أر جي (CRJ) وعائلة طائرات امبراير إي-جيتس وكوماك إيه أر جيه 21                                                |
| تي إف 34                   | جنرال الكتريك للطيران | أواخر الستينيات              | الولايات المتحدة                          | يستخدم على: * إيه - 10 ثاندر بولت الثانيةولوكهيد إس-3 فايكنغ وسيكورسكي أس-72 (Sikorsky S-72) ولوكهيد مارتن آر كيو-170 سنتينال (ممكن، وليس مؤكد)                              |
| برات آند ويتني جيه تي 9 دي | برات آند ويتني        | ديسمبر 1966                  | الولايات المتحدة                          | يستخدم على: إيرباص إيه 300،إيرباص إيه 310، بوينغ 747، بوينغ 767، ماكدونل دوغلاس دي سي - 10                                                                                   |
| برات آند ويتني تي إف 30    | برات آند ويتني        | 1964                         | الولايات المتحدة                          | يستخدم على: إف-14 توم كات إيه-7 كورسير إف-111 آردفارك |
| تي إف 39                   | جنرال الكتريك للطيران | 1964                         | الولايات المتحدة                          | يستخدم على: لوكهيد سي-5 غالاكسي |
| إيه.إل-21                  | ليولكا                | في الستينيات                 | الاتحاد السوفيتي                          | يستخدم على: سوخوي-17 وسوخوي-24 والطرازات الأولى للميج-23 وسوخوي تي-10 (النموذج الأولي للسوخوي سو-27). كما استخدمت نسخة غير مزودة بحارق اضافي منه في الطائرة ياكوفليف ياك-38. |
| تومانسكي أر-11             | تومانسكي              | 1956                         | الاتحاد السوفيتي                          | يستخدم على: سو-15 ميج-21 ياك-25 ياك-28 |
| جنرال الكتريك جيه 79       | جنرال الكتريك للطيران | 20 مايو 1955 (الطيران الأول) | الولايات المتحدة                          | يستخدم في مجموعة متنوعة من الطائرات المقاتلة والقاذفة |
| برات آند ويتني جيه-52      | برات آند ويتني        | 1954                         | الولايات المتحدة                          | |
| تومانسكي أر.دي-9           | تومانسكي              | 1953                         | الاتحاد السوفيتي                          | يستخدم على: ياك-25 وميج-19 |
| إيه.إل-7                   | ليولكا                | 1952                         | الاتحاد السوفيتي                          | يستخدم على: سوخوي سو-7 توبوليف تو-28 |
| جنرال إليكتيريك جيه-47     | جنرال الكتريك للطيران | 21 يونيو 1947                | الولايات المتحدة                          | يستخدم على: إف-86 سابر بي-47 ستراتوجيت كونفير بي-36 |
| في.كيه-1                   | كليموف                | 1947                         | الاتحاد السوفيتي                          | يستخدم على: الميج 15 "فاجوت" والميج 17 "فريسكو" والياشين-28 "بيجيل". |
| رولز رويس نين              | رولز رويس بي إل سي    | 1944                         | المملكة المتحدة                           | يستخدم على: دي هافيلاند فامباير سوبر مارين أتاكر هوكر سي هوك غرومان إف.9.إف بانثر                                                                                            |
| رولز رويس مارلين           | رولز رويس بي إل سي    | أكتوبر 1933                  | المملكة المتحدة                           | يستخدم على: سوبرمارين سبتفاير هوكر هوريكان |